# Junta Militar (Argentina, 1955)
En Argentina, la Junta Militar fue un grupo de oficiales superiores de las Fuerzas Armadas, principalmente del Ejército, que se hizo cargo de la transferencia del poder de Juan Domingo Perón a la Revolución Libertadora (1955).

## Historia
El general de división Eduardo Lonardi encabezó el 16 de septiembre de 1955 un alzamiento militar tendiente a derrocar al presidente Juan Domingo Perón, quien el día 19 escribió una carta confusa dirigida al general de división Franklin Lucero, que parecía ser una carta de renuncia. Lucero envió una comunicación a todos los comandos revolucionarios pidiendo un cese de las hostilidades e iniciar negociaciones, que fue respondido desde Córdoba con un breve texto por Lonardi exigiendo la previa renuncia de Perón antes de aceptar la tregua. Lucero no quiso tomar la decisión y convocó a una reunión de generales a la que acudieron más de treinta de ellos y, como eran muchos, el general de división José Domingo Molina presidió esa reunión por ser el de mayor rango y estuvieron también el comandante en jefe de la Armada, almirante Carlos Rivero de Olazábal y el de Aeronáutica, brigadier general Juan Fabri. La Junta resolvió en primer lugar —no sin dudas y discusiones— que la carta constituida una renuncia y contestaron a Lonardi mediante un comunicado que además fue leído por las radioemisoras bajo su control, en el que informaron sobre la renuncia e invitaron a los rebeldes a enviar una delegación para reunirse a negociar a las 24 horas en la sede del Cabildo de Buenos Aires o en la sede de la Corte Suprema de Justicia. Los rebeldes no confiaron en la cita, el almirante Isaac Francisco Rojas al mando de los buques de guerra en operaciones emitió un radiograma proponiendo que la delegación gubernamental concurriera a la nave insignia de la Flota que era el crucero La Argentina. La delegación integrada por los generales Forcher, Sampayo, Sacheri y Manni se embarcó a las 14 horas del día 20 en el rastreador Robinson rumbo a Río Santiago.
Ese mismo día Perón dijo que no era una renuncia real aunque, a la mañana siguiente, pidió asilo político en el Paraguay. Las conversaciones entre los enviados de la Junta y los representantes de los revolucionarios que en principio iban a realizarse en Río Santiago se trasladaron al crucero 17 de Octubre. A esa altura de los acontecimientos la Junta era consciente de su impotencia para resistir al golpe de Estado, en especial porque fuerzas hasta ese momento leales al gobierno decidieron suspender la represión hasta que hubiera nuevas autoridades y solo buscaba una salida decorosa que no incluyera la mención de una rendición incondicional; una vez que en la madrugada del 21  de septiembre fue consensuada la fórmula de acuerdo y a las 9:40 horas se emitió un comunicado expresando «La Junta Militar en virtud de la autoridad que asumiera a continuación de la renuncia del excelentísimo señor presidente de la Nación, ha llegado a un total acuerdo con el comando de la oposición, aceptando los puntos estipulados con sus representantes. El día 22 de septiembre se hará cargo del gobierno provisional el general de división, retirado, Eduardo Lonardi».

## Integrantes
- General de ejército Emilio Forcher
- General de división Ángel J. Manni
- General de división José C. Sampayo
- General de brigada Oscar R. Sacheri
- Almirante Carlos M. Rivero De Olazábal
- Brigadier general Juan Fabri

Fuente